# Rugby femenino

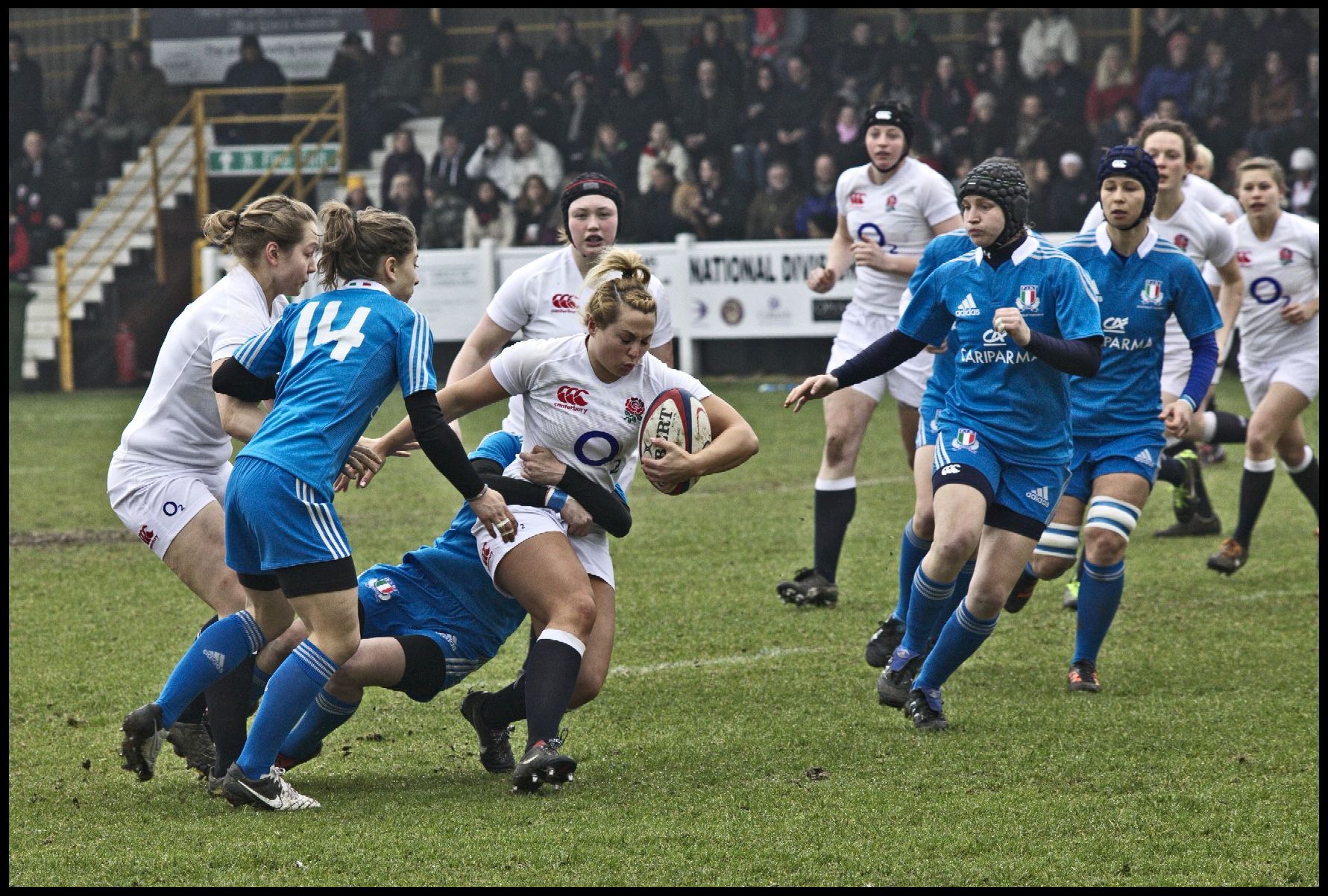
Inglaterra vs. Italia, Seis Naciones.

El rugby femenino es el rugby practicado entre mujeres, las reglas son idénticas al masculino y su modalidad de rugby 7 es un deporte olímpico, igual que los hombres.
Históricamente, fue discriminado y desalentado, pero hoy tiene un muy rápido crecimiento y se está volviendo popular en varios países, cuenta con solamente una liga profesional, la Súper W. Actualmente World Rugby, la federación organizativa, calcula que uno de cuatro rugbiers son mujeres.

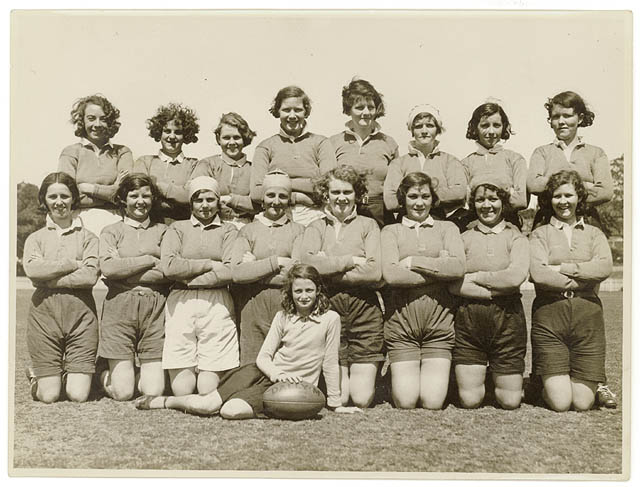
Un equipo de Australia, en 1930.

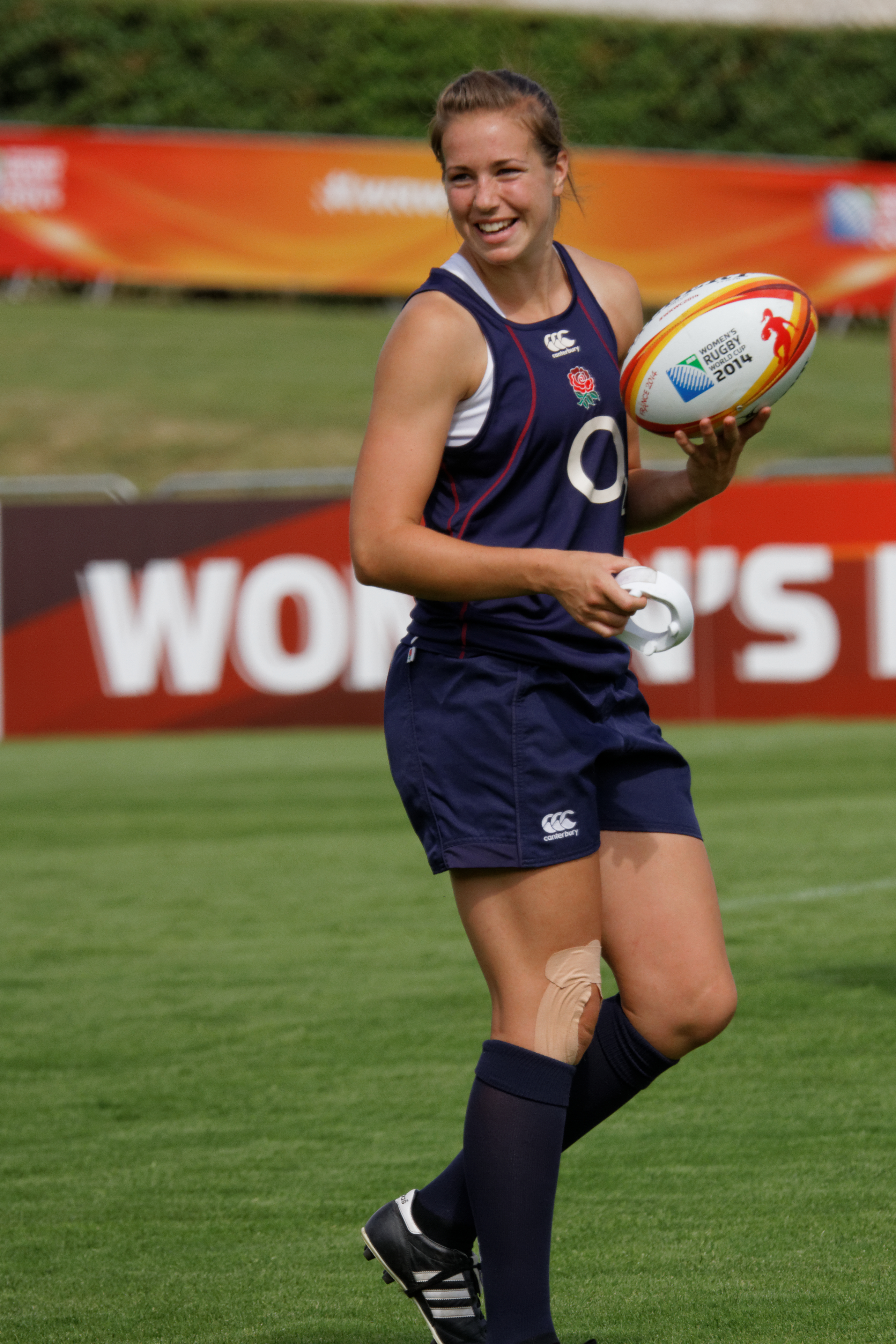
Emily Scarratt, mejor jugadora del mundo 2019.

## Historia
Recién en 1982 fue cuando en Utrecht se enfrentaron Países Bajos vs. Francia, siendo el primer test match de la historia. El partido tuvo lugar por una idea que se le ocurrió a la Unión Neerlandesa de Rugby que celebraba su 50 aniversario y Les Bleues vencieron 0–4 (un try) a los Países Bajos.
En 1984 fue el segundo test y se jugó en Malmö; Países Bajos perdió 34–0 contra Suecia y el tercero ocurrió en 1985 cuando se sumó Italia, que empató 0–0 con Francia en Riccione. En 1987 fue el primero que se jugó fuera de Europa, actualmente se han jugado más de 1.000 y cada selección ha superado los 50 internacionales.

### Expansión
En 1988 se realizó el primer torneo oficial y participaron Francia, Gran Bretaña, Italia y los Países Bajos; la Women's European Cup 1988. En 1990 tuvo lugar el primer torneo realmente mundial, que vio nacer a las selecciones de Nueva Zelanda y la Unión Soviética, más las participaciones de los Estados Unidos y Países Bajos; el RugbyFest 1990.

### World Rugby
En 1996 y debido a la profesionalización de los hombres un año antes, Vernon Pugh decidió administrar el rugby femenino. Fue el impulso final y desde entonces no ha dejado de crecer: en 2001 las jugadoras habían aumentado un 100%.
El 21 de agosto de 2019, WR anunció que las designaciones de género se eliminarían del título de la Copa del Mundo femenina. Todos los torneos desde Nueva Zelanda 2021 en adelante, ya sean para hombres o mujeres, se llamarán oficialmente solo «Copa Mundial de Rugby» más la designación del año.

## Rugby7

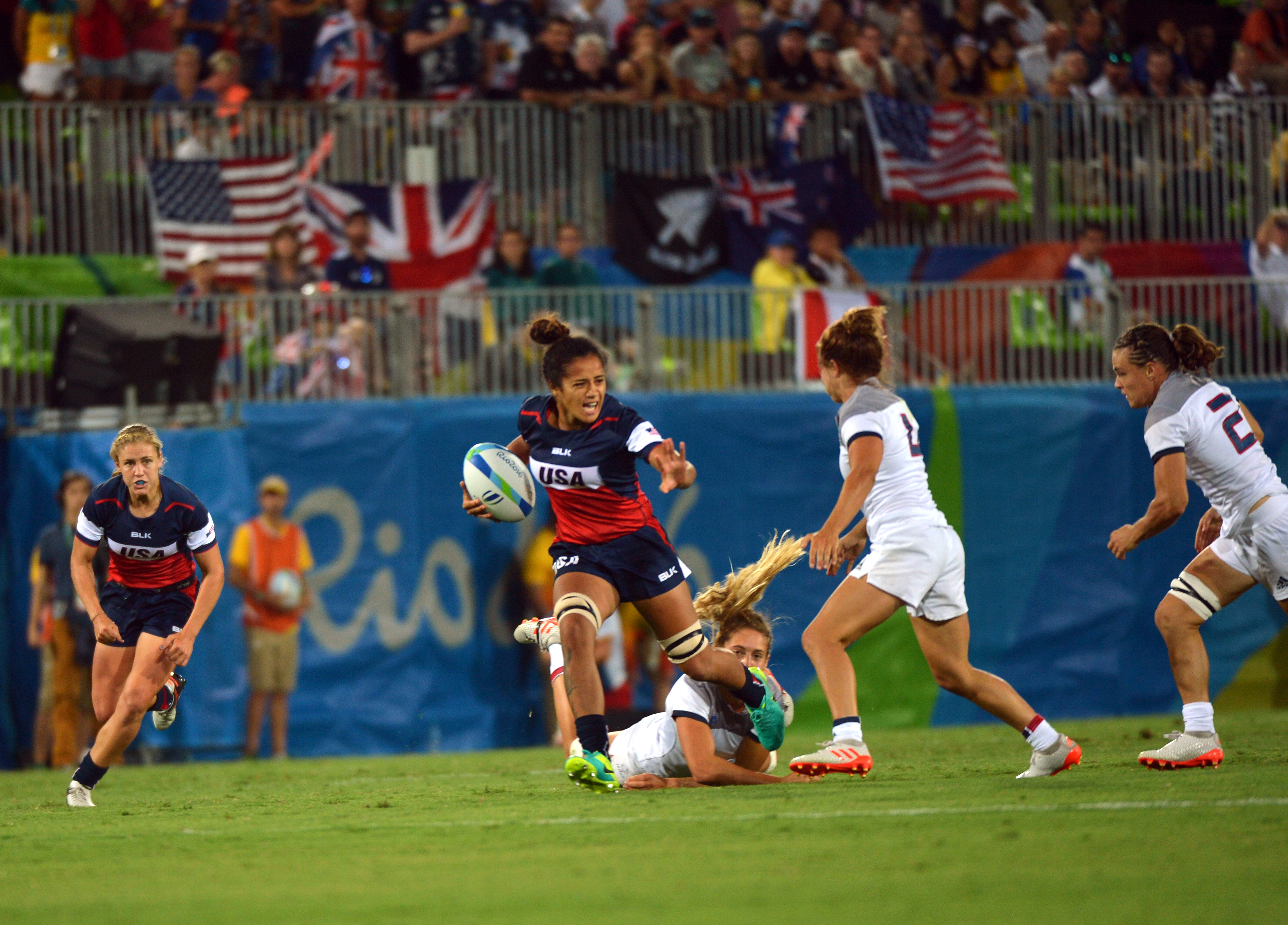
En los juegos olímpicos de Río de Janeiro.

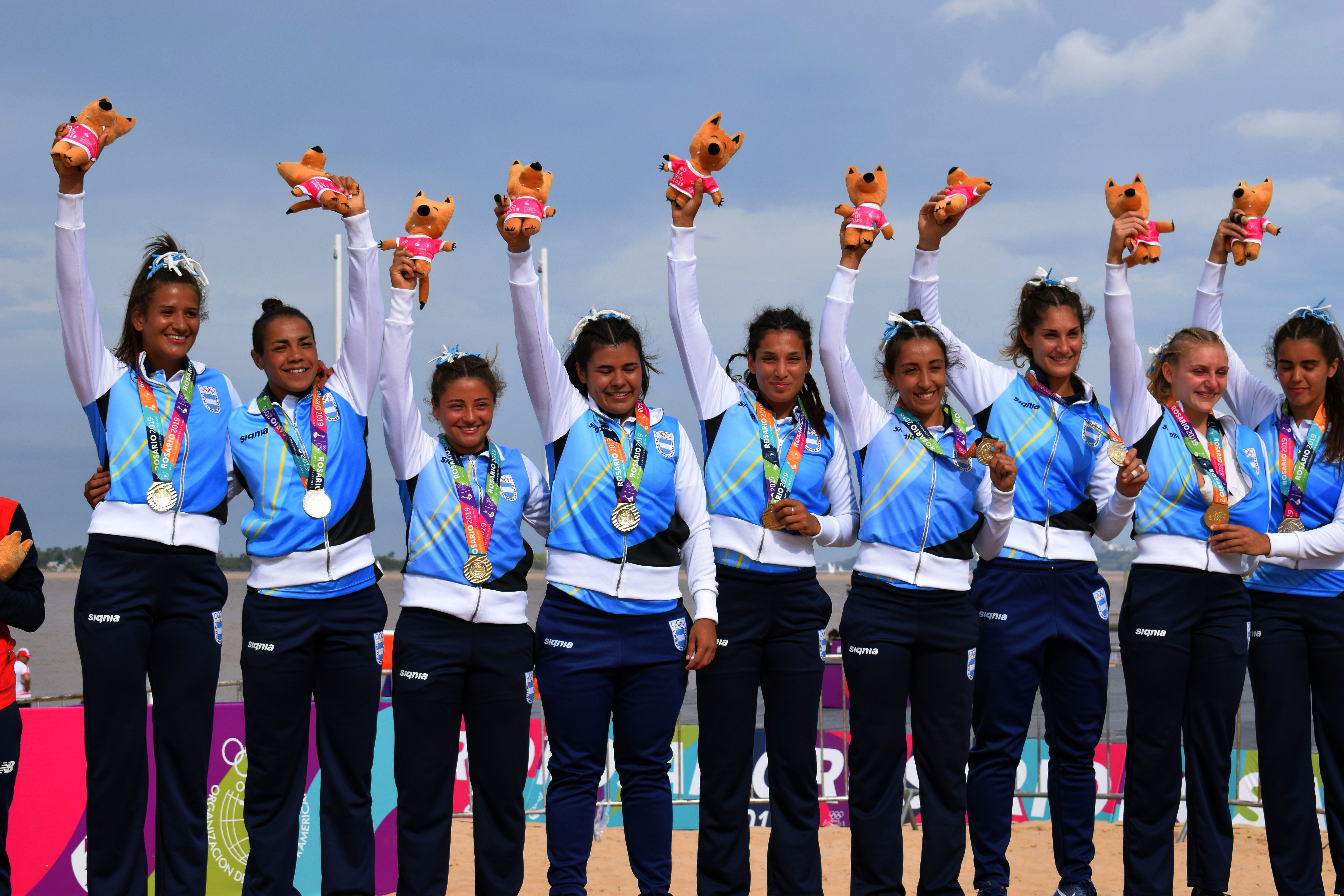
Rugby playa en los IV Juegos, la selección argentina.

En los Juegos Olímpicos de Río de Janeiro 2016 debutó el rugby femenino, Australia derrotó a Nueva Zelanda en la final para ganar la medalla de oro.
También se ha agregado a varios torneos regionales y continentales, como los Juegos Suramericanos, los Juegos Panamericanos y los Juegos de la Commonwealth. Inclusive en otras modalidades, como el rugby playa

## Popularidad
El fútbol femenino es el deporte de equipo más popular entre las mujeres, pero también el de más disparidad de género; debido sobre todo a las gigantes diferencias de salarios profesionales. Por ello se cree que el rugby es, potencialmente, el deporte que ocupará ese lugar.
En el mundial de Irlanda 2017 hubo más de 45.000 espectadores en los estadios y 2.6 millones de televidentes observando la final en el Reino Unido; la mitad de los que tuvo la de Japón 2019. WR estima superar esto en Nueva Zelanda 2021 y estima que para 2026 el 40% del número total de jugadores serán mujeres.

### Infantiles: equipo mixto
Desde los 5 y hasta los 12 años de edad, WR acepta que los niños integren equipos mixtos. En Argentina su Derecho interno obliga a esto por razones de igualdad de género y para evitar el sexismo, así la Unión Argentina de Rugby obliga a todos los clubes del país ha aceptar niñas en los equipos infantiles.

### Premios
Los World Rugby Premios se llevan a cabo todos los años en noviembre y existen dos prestigiosas distinciones, el World Rugby Jugadores Seven del Año y el más importante: World Rugby Jugadores del Año que consagra a la mejor jugadora del Mundo. El World Rugby Equipo del Año ha distinguido a las Black Ferns en 2017.

## Competencias

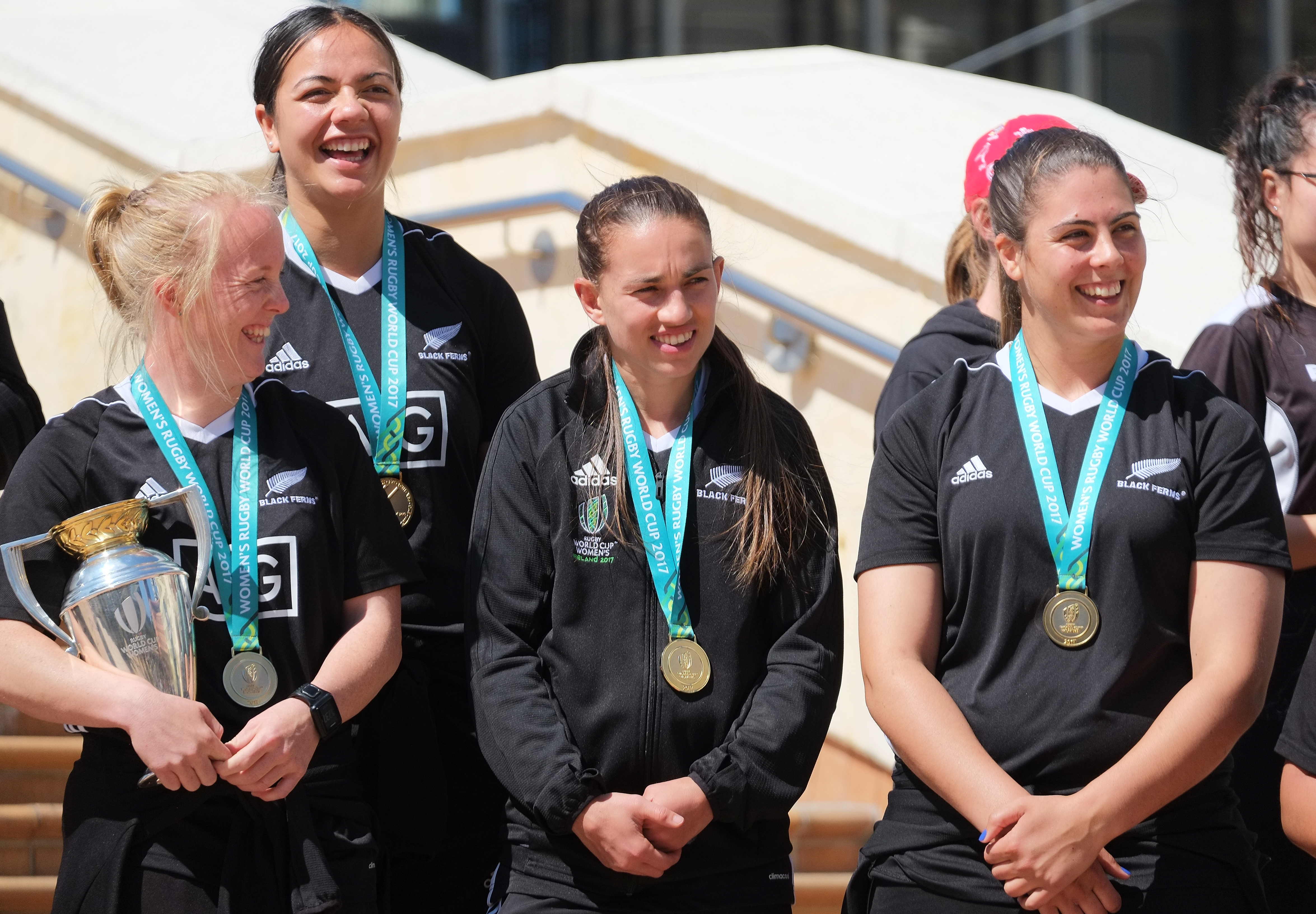
Black Ferns campeonas del Mundo, 2017.

Aunque existen torneos en todos los países donde hay rugby, solo una liga es profesional: la Súper W y por ahora solo tiene equipos australianos. No obstante, a nivel internacional los campeonatos sí están desarrollados.

### África
En 2019 se desarrolló la primera edición de la Copa Africana de Rugby Femenino y sirvió como clasificación para la Copa Mundial de Rugby de 2021. En la cuna de la humanidad, Sudáfrica ampliamente y Kenia dominan.

### América
El Rugby Americas North Sevens Femenino se disputa anualmente y es el único.
En Canadá se juega la National Women's League y en los Estados Unidos la Women's Premier League.

### Asia
La Copa Asiática de Rugby Femenino es el campeonato internacional, se juega desde 2006 y lo dominan Kazajistán y Japón.

### Europa
El Seis Naciones Femenino es el más importante, mientras que el Rugby Europe Women's Championship es para las naciones de segundo nivel.
A nivel de clubes están la Premier 15s inglesa, la Élite Féminine francesa, la División de Honor española y la Serie A italiana.

### Oceanía
El Oceania Rugby Women's Championship lo disputan selecciones de segundo nivel y no las potencias de Australia y Nueva Zelanda.
En Australia se juega la extraordinaria Súper W y en Nueva Zelanda la Copa Farah Palmer.

### Sudamérica
El máximo campeonato es el Seven Sudamericano Femenino, se disputa desde 2004 y es dominado por las Tupís. Su modalidad reducida se debe a la actual baja popularidad y escasez de recursos económicos, tal como sucede en Rugby Americas North.
En Argentina se realiza anualmente el Torneo Nacional de Clubes Femenino y en Chile el Torneo Nacional de Asociaciones.

### Las Súper Series
Se realiza en el intervalo de los mundiales, la última fue Estados Unidos 2019 y la disputan las cuatro selecciones más fuertes del mundo. Está inspirada en las FIH Pro League y Netball Quad Series.

## Copa del Mundo
Es el título más importante y anhelado por una jugadora, se realiza desde 1991 y cada cuatro años. La última edición fue Irlanda 2017.
La primera edición sucedió en Gales, participaron 12 naciones y se realizó con muy poco dinero: para cubrir los gastos, las soviéticas vendieron recuerdos antes y durante los partidos y cuatro administradores inglesas hipotecaron sus casas. A pesar de la falta de apoyo del juego masculino y la poca cobertura mediática, la competencia había sido un éxito y en 1994 tuvo su segunda edición en Escocia.
Con la organización de la WR, el tercer campeonato fue bien administrado económicamente: Países Bajos 1998 tuvo 16 selecciones y fue televisado. La kiwi Annaleah Rush y la neerlandesa Minke Docter, máxima anotadora e ídem de tries respectivamente, aumentaron la atención de los medios.